# Glossosoma krichnarunam
Glossosoma krichnarunam är en nattsländeart som beskrevs av Schmid 1971. Glossosoma krichnarunam ingår i släktet Glossosoma och familjen stenhusnattsländor. Inga underarter finns listade i Catalogue of Life.